# Европско првенство у атлетици на отвореном 2018 — 50 километара ходање за жене
Ходање 50 километара у женској конкуренцији на Европском првенству у атлетици 2018. у Берлину одржано је 7. августа.
На овом првенству ова дисциплина је први пут укључена у такмичење.

## Земље учеснице
Учествовало је 19 атлетичарки из 13 земаља.
1. Белорусија (2)
2. Италија (1)
3. Мађарска (1)
4. Пољска (2)
5. Португалија (1)
6. Словачка (1)
7. Србија (1)
8. Турска (1)
9. Украјина (3)
10. Финска (1)
11. Француска (1)
12. Хрватска (1)
13. Шпанија (3)

## Рекорди пре почетка Европског првенства 2018.
6. август 2018..
| Рекорди пре почетка Европског првенства 2018.     | Рекорди пре почетка Европског првенства 2018. | Рекорди пре почетка Европског првенства 2018. | Рекорди пре почетка Европског првенства 2018. | Рекорди пре почетка Европског првенства 2018. | Рекорди пре почетка Европског првенства 2018. |
| ------------------------------------------------- | --------------------------------------------- | --------------------------------------------- | --------------------------------------------- | --------------------------------------------- | --------------------------------------------- |
| Олимпијски рекорди                                | Није на програму Олимпијских игара            | Није на програму Олимпијских игара            | Није на програму Олимпијских игара            | Није на програму Олимпијских игара            | Није на програму Олимпијских игара            |
| Светски рекорд                                    | Жуеј Љанг                                     | Кина                                          | 4:04:36                                       | Taicang, Кина                                 | 5. мај 2018.                                  |
| Европски рекорд                                   | Инес Енрикес                                  | Португалија                                   | 4:05:56                                       | Лондон, Уједињено Краљевство                  | 13. август 2017.                              |
| Рекорди Европских првенстава                      | Ово је прво такмичење                         | Ово је прво такмичење                         | Ово је прво такмичење                         | Ово је прво такмичење                         | Ово је прво такмичење                         |
| Најбољи светски резултат сезоне                   | Жуеј Љанг                                     | Кина                                          | 4:04:36                                       | Taicang, Кина                                 | 5. мај 2018.                                  |
| Европски резултат сезоне                          | Јулија Такач                                  | Шпанија                                       | 4:13:04                                       | Валенсија, Шпанија                            | 25. фебруар 2018.                             |
| Рекорди после завршеног Европског првенства 2018. |                                               |                                               |                                               |                                               |                                               |
| Рекорди Европских првенстава                      | Инес Енрикес                                  | Португалија                                   | 4:09:21                                       | Берлин, Немачка                               | 7. август 2018.                               |
| Европски резултат сезоне                          | Инес Енрикес                                  | Португалија                                   | 4:09:21                                       | Берлин, Немачка                               | 7. август 2018.                               |

### Најбољи резултати у 2018. години
Десет најбољих европских такмичарки 2018. године до почетка првенства (6. августа 2018), имале су следећи пласман на европској и светској ранг листи. (СРЛ)
| 1.  | Јулија Такач       | Шпанија    | 4:13:04 | 25. фебруар |
| 2.  | Марија Чакова      | Словачка   | 4:14:25 | 24. март    |
| 3.  | Настасија Јацевич  | Белорусија | 4:18:00 | 5. мај      |
| 4.  | Nadzeya Darazhuk   | Белорусија | 4:18:31 | 5. мај      |
| 5.  | Аиноа Пинедот      | Шпанија    | 4:18:56 | 25. фебруар |
| 6.  | Кристина Јудкина   | Украјина   | 4:22:15 | 5. мај      |
| 7.  | Василина Витовшчик | Украјина   | 4:24:08 | 5. мај      |
| 8.  | Алина Цвили        | Украјина   | 4:28:49 | 5. мај      |
| 9.  | Мар Хуарез         | Шпанија    | 4:30:30 | 5. мај      |
| 10. | Тиа Куика          | Финска     | 4:32:43 | 5. мај      |
|     |                    |            |         |             |
|     | Душица Топић       | Србија     |         |             |

## Сатница
| Датум           | Време | Коло   |
| --------------- | ----- | ------ |
| 7. август 2018. | 8:35  | Финале |

## Освајачи медаља
| Освајачи медаља |             |              |  |  |  |  |
|                 |             |              |  |  |  |  |
|                 |             |              |  |  |  |  |
|                 |             |              |  |  |  |  |
| Инес Енрикес    | Алина Цвили | Јулија Такач |  |  |  |  |
| Португалија     | Украјина    | Шпанија      |  |  |  |  |

## Квалификациона норма
| 50 км   | 20 км   |
| ------- | ------- |
| 4:50,00 | 1:39,00 |

## Резултати

### Финале
Такмичење је одржано 7. августа 2018. године са почетком у 8:35.
| Место | Атлетичарка           | Земља       | ЛР      | ЛРС     | Резултат | Белешка     |
| ----- | --------------------- | ----------- | ------- | ------- | -------- | ----------- |
|       | Инес Енрикес          | Португалија | 4:05:56 |         | 4:09:21  | ЕРП, ЕРС    |
|       | Алина Цвили           | Украјина    | 4:28:49 | 4:28:49 | 4:12:44  | НР, ЛР      |
|       | Јулија Такач          | Шпанија     | 4:13:04 | 4:13:04 | 4:15:22  |             |
| 4.    | Кристина Јудкина      | Украјина    | 4:22:15 | 4:22:15 | 4:20:46  | ЛР          |
| 5.    | Василина Витовшчик    | Украјина    | 4:24:08 | 4:24:08 | 4:23:15  | ЛР          |
| 6.    | Марија Чакова         | Словачка    | 4:14:25 | 4:14:25 | 4:24:59  |             |
| 7.    | Аиноа Пинедот         | Шпанија     | 4:18:56 | 4:18:56 | 4:27:03  |             |
| 8.    | Мар Хуарез            | Шпанија     | 4:30:30 | 4:30:30 | 4:28:58  | ЛР          |
| 9.    | Душица Топић          | Србија      | 4:41:55 |         | 4:30:43  | НР, ЛР      |
| 10.   | Маријавиторија Бечети | Италија     | 4:40:15 | 4:40:15 | 4:31:41  | ЛР          |
| 11.   | Nadzeya Darazhuk      | Белорусија  | 4:18:31 | 4:18:31 | 4:35:14  |             |
| 12.   | Ивана Ренић           | Хрватска    | 4:46:27 | 4:46:27 | 4:35:39  | НР, ЛР      |
| 13.   | Тиа Куика             | Финска      | 4:32:43 | 4:32:43 | 4:35:56  |             |
| 14.   | Луција Шампалу        | Француска   | 4:48:08 | 4:48:08 | 4:52:38  |             |
|       | Јоана Бемовска        | Пољска      | 4:43:48 | 4:43:48 | НЗ       |             |
|       | Агњешка Елвард        | Пољска      | 4:32:47 | 4:32:47 | НЗ       |             |
|       | Семиха Мутлу          | Турска      |         |         | НЗ       |             |
|       | Настасија Јацевич     | Белорусија  | 4:18:00 | 4:18:00 | НЗ       |             |
|       | Анет Торма            | Мађарска    | 4:59:55 | 4:59:55 | Диск     | чл.230.7(а) |

### Пролазна времена
| Дистанца | Атлетичарка           | Држава      | Време   |
| -------- | --------------------- | ----------- | ------- |
| 10 км    | 1. Инес Енрикес       | Португалија | 48:19   |
| 10 км    | 2. Настасија Јацевич  | Белорусија  | 51:13   |
| 10 км    | 3. Марија Чакова      | Словачка    | 51:29   |
| 10 км    | 4. Алина Цвили        | Украјина    | 51:55   |
| 10 км    | 5. Кристина Јудкина   | Украјина    | 52:11   |
| 20 км    | 1. Инес Енрикес       | Португалија | 1:36:40 |
| 20 км    | 2. Алина Цвили        | Украјина    | 1:41:15 |
| 20 км    | 2. Василина Витовшчик | Украјина    | 1:41:15 |
| 20 км    | 4. Кристина Јудкина   | Украјина    | 1:42:56 |
| 20 км    | 5. Марија Чакова      | Словачка    | 1:45:30 |
| 20 км    | 6. Сузан Рандал       | САД         | 1:52:53 |
| 30 км    | 1. Инес Енрикес       | Португалија | 2:25:18 |
| 30 км    | 2. Алина Цвили        | Украјина    | 2:30:13 |
| 30 км    | 3. Василина Витовшчик | Украјина    | 2:31:17 |
| 30 км    | 4. Кристина Јудкина   | Украјина    | 2:34:18 |
| 30 км    | 5. Јулија Такач       | Шпанија     | 2:34:18 |
| 40 км    | 1. Инес Енрикес       | Португалија | 3:15:16 |
| 40 км    | 2. Алина Цвили        | Украјина    | 3:20:26 |
| 40 км    | 3. Јулија Такач       | Шпанија     | 3:24:34 |
| 40 км    | 4. Василина Витовшчик | Украјина    | 3:25:54 |
| 40 км    | 5. Кристина Јудкина   | Украјина    | 3:27:03 |
| 48 км    | 1. Инес Енрикес       | Португалија | 3:58:26 |
| 48 км    | 2. Алина Цвили        | Украјина    | 4:02:25 |
| 48 км    | 3. Јулија Такач       | Шпанија     | 4:05:16 |
| 48 км    | 4. Кристина Јудкина   | Украјина    | 4:10:13 |
| 48 км    | 5. Василина Витовшчик | Украјина    | 4:11:26 |